# 緑ボクシングジム
座標: 北緯35度3分36.5秒 東経136度58分14.2秒 / 北緯35.060139度 東経136.970611度

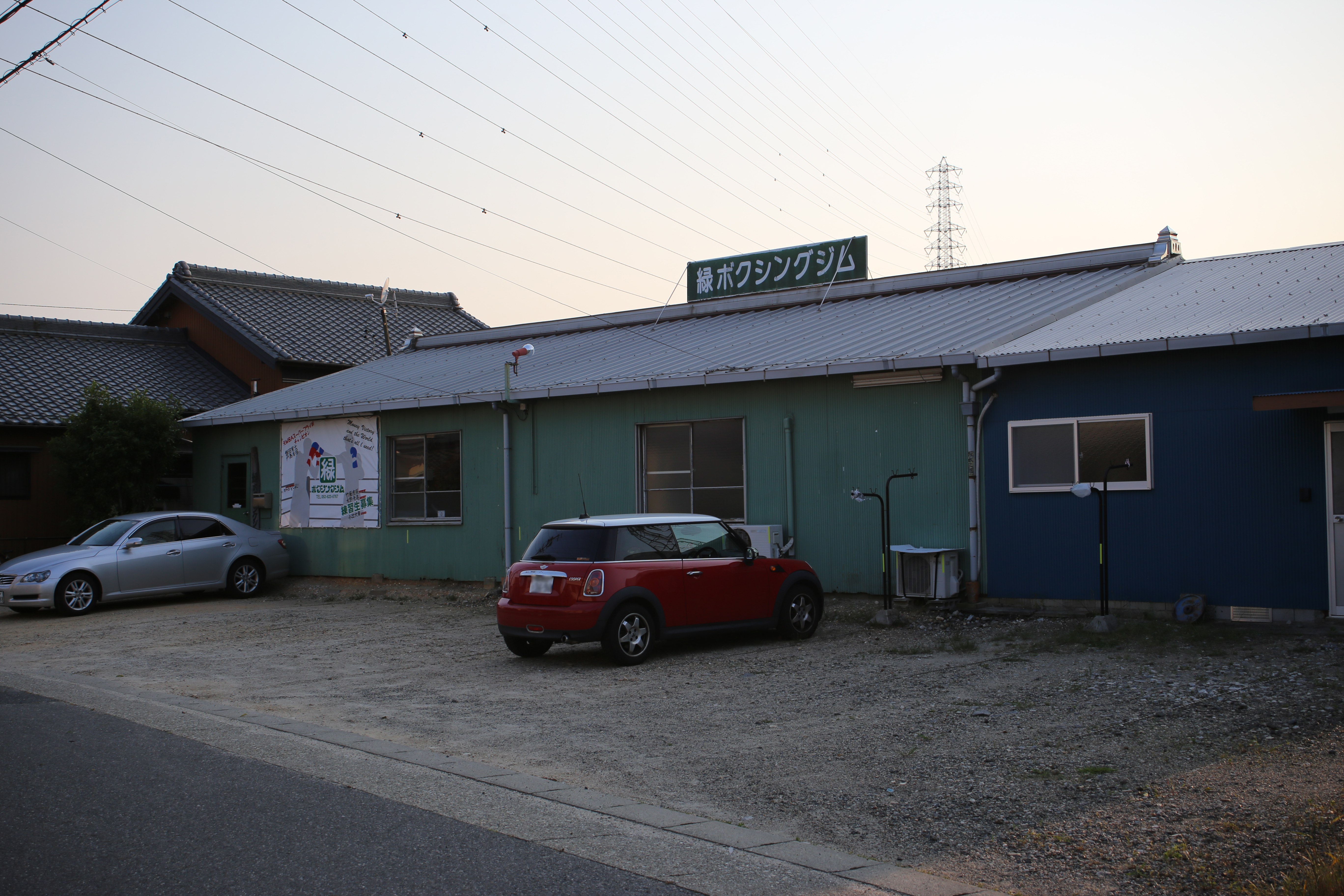
緑ボクシングジム（2016年5月）

緑ボクシングジム（みどりボクシングジム）は、愛知県名古屋市緑区のボクシングジムである。

## 概要
名古屋市にあるジムとしては、松田ボクシングジムと並ぶ名門ジムで、世界王者も生み出している。
現在の会長・松尾敏郎は、前中日本ボクシング協会会長・日本プロボクシング協会副会長。
2024年1月1月より、ジム名をLUSH緑ジムに変更した。

## 主な選手

### 世界王者
- 戸高秀樹（WBA世界スーパーフライ級、バンタム級暫定）
- 飯田覚士（WBA世界スーパーフライ級）
- 矢吹正道（WBC・IBF世界ライトフライ級、IBF世界フライ級）

### 現役選手
- 溝越斗夢
- テルのび太

### 過去の主な選手
- オケロ・ピーター（第13代OPBF東洋太平洋ヘビー級王者）
- 竹原虎辰
- 高野人母美（勝又へ移籍）
- 但馬ミツロ（デビュー前にKWORLD3へ移籍）
- 力石政法（大橋へ移籍）